# When the Lights Go Out
When the Lights Go Out är debut-EP-skivan från den australiska sångerskan Havana Brown. Den släpptes den 17 juli 2012 och innehåller 5 låtar. Tre av dem gavs ut som singlar. Skivan nådde sextonde plats på den australiska albumlistan där den låg totalt 12 veckor.

## Låtlista
| 1. | We Run the Night     | 3:48 |
| 2. | You'll Be Mine       | 4:10 |
| 3. | One Way Trip         | 3:23 |
| 4. | Spread a Little Love | 3:51 |
| 5. | Big Banana           | 3:09 |

## Listplaceringar
| Lista      | Topplacering |
| ---------- | ------------ |
| Australien | 16           |